# Badura Afganli
Badura Afganli (en azéri : Bədurə Məlik qızı Əfqanlı) est une peintre et scénographe de théâtre née le 25 octobre 1912 à Bakou et morte le 7 mai 2002 à dans la même ville. 
Elle reçoit les titres d'artiste du peuple de la RSS d'Azerbaïdjan en 1974, d'artiste émérite de la RSS d'Azerbaïdjan en 1949. Elle est la femme de l'acteur Rza Afganli.

## Biographie

### Début de la carrière
En 1931, Badura Afganli est diplômée du Collège d'art d'État d'Azerbaïdjan.
En 1934-35, dans le théâtre d'État d'Azerbaïdjan à Achgabat, elle crée des croquis de costumes et de décors pour la mise en scène d'un certain nombre de représentations comme Leyli et Madjnun d'Uzeyir Hadjibeyov, Ashik-Garib de Zulfugar Hadjibeyov, Cheikh Sanan de Huseyn Djavid ou En 1905 réalisée par Djafar Djabbarli.

### Activité au théâtre
De 1938 à 1960, Badura Afganli travaille au Théâtre dramatique d'État d'Azerbaïdjan à Bakou. Elle y fait des croquis des performances telles que Amour et Vengeance de Suleiman Sani Akhundov, En attendant de Mekhti Huseyn et Ilyas Efendiyev, Le Nid brisé d'Abudrragim-bek Akhverdiev, Vassa Zheleznov de Maxime Gorki, La Belle d’Inde de V. Vinnikov et Y. Osnos, Farhad et Shirin de Samed Vurgun, Othello de William Shakespeare, La Belle de Chirvan d'Enver Mammadkhanli et beaucoup d'autres,.

### Travail au cinéma
À partir de 1960, elle était créatrice de costumes au studio de cinéma d'Azerbaïdjan.
Badura Afganli a créé des croquis de costumes pour un certain nombre de représentations du Théâtre dramatique russe d'Azerbaïdjan, un certain nombre d'opéras, des films comme Le conte de l'amour, Le Kura indomptable, Dede Korkud, etc. pour des ensembles de danse et groupes artistiques amateurs.
De nombreuses œuvres de Badura Afganli sont conservées au Musée du Théâtre d'État d'Azerbaïdjan et au Musée du Théâtre central de Moscou. Elle est récipiendaire de l'Ordre de l'Insigne d'honneur et des médailles.